# 叶铭 (篆刻家)
叶铭（1867年12月—1948年8月23日），谱名为铭，字盘新，又字品三，号叶舟，斋名铁华庵，原籍安徽徽州，后世居杭州，遂移籍浙江仁和，中国篆刻家。